# Mimecyroschema tuberculipenne
Mimecyroschema tuberculipenne là một loài bọ cánh cứng trong họ Cerambycidae.